# Kustolovo-Suhodilka, Mașivka
Kustolovo-Suhodilka (în ucraineană Кустолово-Суходілка) este o comună în raionul Mașivka, regiunea Poltava, Ucraina, formată numai din satul de reședință.

## Demografie
Componența lingvistică a comunei Kustolovo-Suhodilka
     Ucraineană (94,75%)
     Rusă (4,29%)
     Alte limbi (0,41%)
Conform recensământului din 2001, majoritatea populației comunei Kustolovo-Suhodilka era vorbitoare de ucraineană (94,75%), existând în minoritate și vorbitori de rusă (4,29%).